# Alexander II van Rusland
Alexander II Nikolajevitsj van Rusland (Russisch: Александр II Николаевич; Aleksandr II Nikolajevitsj) (Moskou, 29 april 1818 – Sint-Petersburg, 13 maart 1881), uit het huis Romanov, was tsaar van Rusland van 1855 tot 1881. Hij was koning van Congres-Polen tot 1867, waarna dat land werd geannexeerd door het Keizerrijk Rusland, en tevens groothertog van Finland. Alexander II is bekend om zijn hervormingsdrift, die onder andere leidde tot de afschaffing van de horigheid in 1861. Alexander verkocht Alaska aan de Verenigde Staten in 1867, vrezend dat de afgelegen kolonie in Britse handen zou vallen bij een nieuwe oorlog. Hij wenste vrede in plaats van oorlog en nam afstand van het oorlogszuchtige Frankrijk en sloot een bondgenootschap met Duitsland en Oostenrijk in 1872. Ondanks zijn pacifisme vocht hij een korte oorlog uit met het Ottomaanse Rijk in 1877–78. Dit leidde tot de onafhankelijkheid van Bulgarije, Montenegro, Roemenië en Servië, zette de expansie naar Siberië en de Kaukasus (gebergte) verder en veroverde Turkestan.

## Jonge jaren
Hij werd in 1818 geboren als eerste kind en zoon van grootvorst Nicolaas Pavlovitsj van Rusland en grootvorstin Alexandra Fjodorovna. Zijn moeder werd geboren als prinses Charlotte van Pruisen, de oudste dochter van koning Frederik Willem III van Pruisen en koningin Louise van Mecklenburg-Strelitz. De moeder van Charlotte was een zeer populaire koningin, maar zij stierf al op jonge leeftijd in 1810. Zijn grootouders aan vaderskant waren tsaar Paul I van Rusland en diens vrouw tsarina Maria Fjodorovna (Sophia Dorothea Augusta Louisa van Württemberg). Alexander had drie jongere zusjes; grootvorstin Maria (1819-1876), zij huwde Maximiliaan van Leuchtenberg; grootvorstin Olga (1822-1892), de koningin van Württemberg door haar huwelijk met koning Karel I; en grootvorstin Alexandra (1825-1844), zij huwde Frederik van Hessen-Kassel. Hij had ook drie jongere broers; grootvorst Constantijn (1827-1892) die huwde Alexandra van Saksen-Altenburg; grootvorst Nicolaas (1831-1891), huwde Alexandra van Oldenburg; en grootvorst Michaël (1832-1909), huwde met Cecilia van Baden.
Toen Alexander werd geboren was zijn oom, tsaar Alexander I van Rusland, aan de macht. In 1825 stierf Alexander I plotseling en werd in eerste instantie grootvorst Constantijn Pavlovitsj aangewezen als opvolger. Constantijn weigerde echter de troon en toen werd Alexanders vader, grootvorst Nicolaas, de nieuwe tsaar als Nicolaas I. Alexander werd toen de nieuwe erfgenaam voor de Russische troon en kreeg de titel Tsarevitsj.
In zijn periode als vrijgezel maakte hij een reis naar Engeland waar hij koningin Victoria van het Verenigd Koninkrijk, ontmoette. Alexander was een korte periode erg verliefd op haar en wilde zelfs met haar trouwen. Uiteindelijk trad Victoria in het huwelijk met de Duitse prins Albert van Saksen-Coburg en Gotha in februari 1840. Een jaar later zou Alexander zelf trouwen. Op 16 april 1841 trad hij te Sint-Petersburg in het huwelijk met prinses Marie van Hessen-Darmstadt. Na het huwelijk nam prinses Marie de naam Marie Alexandrovna van Rusland aan. Marie was de dochter van groothertog Lodewijk II van Hessen-Darmstadt en diens vrouw Wilhelmina Louise van Baden. Uit het huwelijk werden zes zonen en twee dochters geboren.

## Heerschappij en economische ontwikkeling

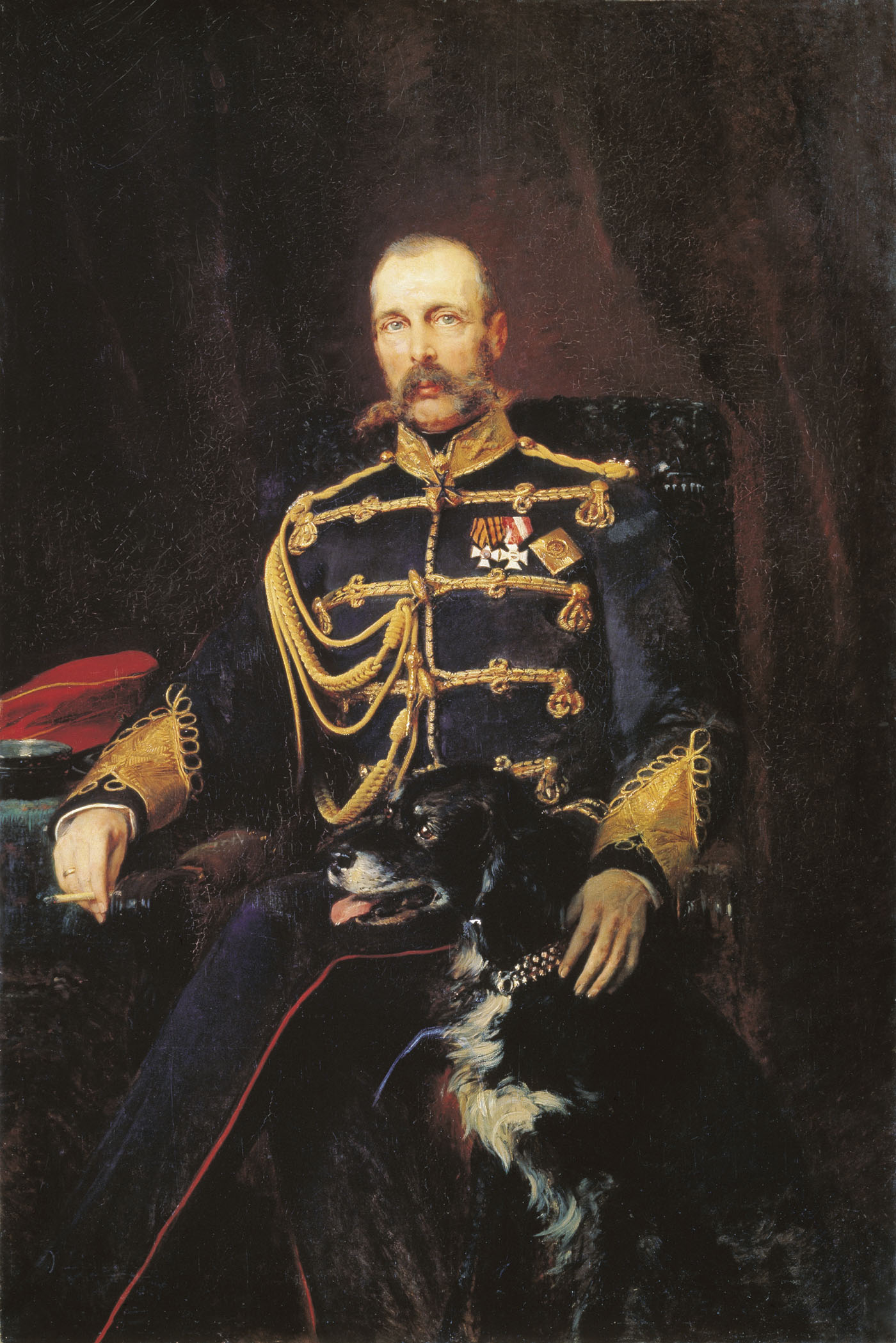
Tsaar Alexander II van Rusland, geschilderd door Konstantin Makovski

Tsaar Nicolaas I stierf op 2 maart 1855 waardoor Alexander de nieuwe tsaar van Rusland, koning van Polen en groothertog van Finland werd. Het eerste jaar van zijn regering was hij zeer druk bezig met de door zijn vader gestarte Krimoorlog. Deze oorlog werd in 1856 beëindigd met de Vrede van Parijs, wat voor Rusland het verliezen van de oorlog betekende.
Hij kwam aan veler wens tot hervormingen tegemoet; hij verleende in 1856 gratie aan de decembristen en schafte in 1861 de lijfeigenschap van de boeren af waardoor hij in Rusland bekendstaat als de "bevrijder van Rusland". Dit was echter vooral uit economische overwegingen gedaan. Alexander wilde namelijk een grote klasse onafhankelijke en zelfstandige boeren creëren en daarnaast een groep mensen die zou kunnen instaan voor de industriële behoeftes die Rusland had. Ook voerde hij een zeker gemeentelijk en gewestelijk zelfbestuur in door instelling van de zemstvo's, al werden die enkel toegelaten in de centrale delen van het land, omdat Alexander vreesde dat ze de separatistische ideeën in de grensgebieden zouden versterken. Daarnaast verbeterde hij de rechtspraak, matigde de perscensuur en verkortte in 1859 de dienstplicht in het leger van 25 jaar tot 15 jaar.
Hij voerde ook hervormingen door in het onderwijs. Dankzij hem werden er in de jaren zestig van de 19e eeuw nieuwe universiteiten opgericht. Ondanks de hervormingen die hij in 1864 in het lager onderwijs en middelbaar onderwijs doorvoerde, bleef het analfabetisme in Rusland relatief hoog (ca. 80%). Tussen 1867 en 1869 voerde hij kerkelijke hervormingen door. De opleiding van de clerus werd verbeterd en het overschot aan priesters werd teruggedrongen. De tsaar-bevrijder maakte een einde aan de willekeur van de bureaucratie en de politie. Zo veranderde hij Rusland geleidelijk van een politiestaat in een rechtsstaat naar Europees model.
Na de tweede Poolse opstand in 1863, die hij hardhandig liet neerslaan, werd zijn politiek behoudender. Tijdens zijn regeringsperiode kende Rusland een aanzienlijke gebiedsuitbreiding, met name in Azië. De tsaar bedwong de opstandige stammen in de Kaukasus.
Een bewijs van de langzame industriële groei was de productie van ruwijzer, die echter ver achterbleef bij andere landen . In tegenstelling tot de doelstellingen van de boerenhervorming van 1861, nam de landbouwproductiviteit van het land pas in de jaren 1880 toe, ondanks de snelle agrarische vooruitgang in de Verenigde Staten en in West-Europa.
De enige industrie die zich snel ontwikkelde, waren de spoorwegen: het spoorwegnet van het land groeide snel, wat ook de eigen locomotief- en wagonbouw stimuleerde. De ontwikkeling van de spoorwegen ging echter gepaard met veel misstanden en een verslechtering van de financiële situatie van de staat. Zo garandeerde de staat de gevestigde particuliere spoorwegmaatschappijen volledige dekking van hun uitgaven en ook het behoud van een gegarandeerd rendement door middel van subsidies. Het resultaat was een enorme budgettaire kost om particuliere bedrijven in stand te houden.

## Aanslagen en dood
Zijn beleid was min of meer tegenstrijdig, waardoor de conservatieven hem te liberaal vonden, terwijl de liberalen hem te conservatief vonden. De toenemende aanslagen van de nihilisten beantwoordde Alexander met harde politiemaatregelen. Hij ging echter tegelijk een soort constitutie met vertegenwoordiging van de zemstvo's (regionale regeringen) bij de regering ontwerpen. De dag waarop hij dit plan had goedgekeurd, werd hij na zes mislukte aanslagen het slachtoffer van een bomaanslag door de revolutionaire Narodnaja Volja. Hij was zwaargewond, bloedde hevig en overleed na een kwartier. Hij werd opgevolgd door zijn meer behoudende zoon Alexander III, die aanwezig was bij het overlijden van zijn vader. Het gevolg van deze moord was dat de nieuwe tsaar het plan voor de nieuwe constitutie verscheurde.
Na zijn dood is in Petersburg tussen 1883 en 1907 de Kerk van de Verlosser op het Bloed verrezen. In de kerk bevindt zich een schrijn ter ere van de vermoorde tsaar precies op de plek van de aanslag.

## Huwelijken en kinderen
Tsaar Alexander II huwde tweemaal.

### Eerste huwelijk
Alexander was sinds 1841 gehuwd met Marie van Hessen-Darmstadt (Maria Alexandrovna), (officieel) dochter van Lodewijk II van Hessen-Darmstadt. Uit het huwelijk werden acht kinderen geboren:
| Afbeelding | Naam                   | Geboren           | Overleden        | Bijzonderheden |
| ---------- | ---------------------- | ----------------- | ---------------- | --- |
|            | Grootvorstin Alexandra | 30 augustus 1842  | 10 juli 1849     | Het oudste kind van Alexander II stierf aan hersenvliesontsteking, op zesjarige leeftijd. |
|            | Tsarevitsj Nicolaas    | 20 september 1843 | 24 april 1865    | De eerste erfgenaam van zijn vader. Was verloofd met prinses Dagmar van Denemarken. Stierf op 22-jarige leeftijd aan tuberculose. |
|            | Tsaar Alexander III    | 26 februari 1845  | 20 oktober 1894  | Huwde prinses Dagmar van Denemarken. Werd na de dood van Alexander II, tsaar van Rusland. Stierf op vrij jonge leeftijd in 1894. Hij is de vader van de laatste tsaar Nicolaas II van Rusland. |
|            | Grootvorst Vladimir    | 22 april 1847     | 17 februari 1909 | Hij huwde Marie van Mecklenburg-Schwerin, een dochter van groothertog Frederik Frans II van Mecklenburg-Schwerin, de vader van prins Hendrik, de echtgenoot van koningin Wilhelmina der Nederlanden. |
|            | Grootvorst Aleksej     | 14 januari 1850   | 27 november 1908 | Huwde prinses Alexandra Vassilievna Zjoekovskja. |
|            | Grootvorstin Maria     | 17 oktober 1853   | 24 oktober 1920  | Zij huwde Prins Alfred, de hertog van Saksen-Coburg en Gotha, de tweede zoon van koningin Victoria van het Verenigd Koninkrijk. Haar oudste dochter Marie werd dankzij haar huwelijk met Ferdinand koningin van Roemenië. Haar oudste zoon, Alfred pleegde op 6 februari 1899 zelfmoord. Maria stierf in 1920 te Zürich.                                |
|            | Grootvorst Sergej      | 11 mei 1857       | 17 februari 1905 | Huwde prinses Elisabeth, een oudere zus van Alexandra Fjodorovna, de vrouw van Nicolaas II van Rusland. Hij werd gouverneur-generaal van Moskou. In die functie maakte hij zich niet populair bij het volk. Met als gevolg dat hij op 17 februari 1905 in zijn rijtuig werd opgeblazen.                                                                 |
|            | Grootvorst Paul        | 3 oktober 1860    | 29 januari 1919  | Huwde Alexandra, oudste dochter van koning George I van Griekenland. Na dier vroege dood in 1891 huwde hij met Olga Valerianovna Karnovitsj. Zijn dochter Maria huwde prins Willem van Zweden, tweede zoon van koning Gustaaf V. En zijn zoon Dimitri was een van de moordenaars van Grigori Raspoetin. Hij werd in 1919 vermoord door de bolsjewieken. |

### Tweede huwelijk
Alexander had tijdens zijn huwelijk vele maîtresses en werd vader van zeven buitenechtelijke kinderen. Op 6 juli 1880, nog geen maand na de dood van tsarina Marie Alexandrovna op 8 juni, trad Alexander II voor een tweede keer in het huwelijk. Deze keer met zijn maîtresse Catherina Dolgoroekova. Met haar had hij al vier kinderen: George (1872-1913), Olga (1874-1925), Boris (1876-1876) en Catharina (1878-1959).
Op 13 september 1855 werd Alexander II tot Grootkruis in de Militaire Willems-Orde benoemd. Koning Willem III benoemde in hetzelfde besluit ook keizer Napoleon III tot Ridder-Grootkruis. De beide keizers waren vijanden in de Krimoorlog en Nederland was neutraal.

## Galerij

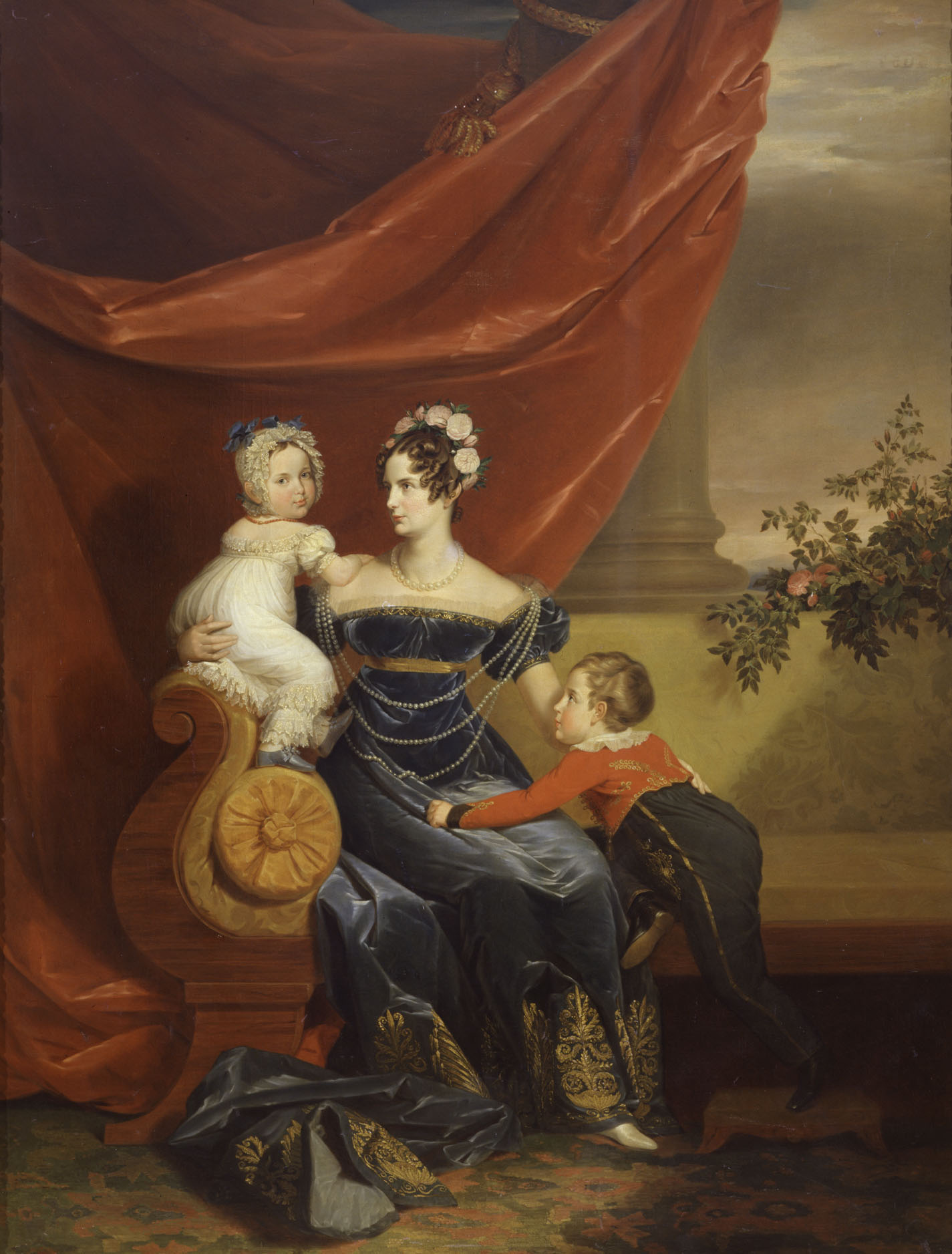
Alexander II geportretteerd als peuter samen met zijn moeder, tsarina Alexandra Fjodorovna, en zijn zusje grootvorstin Maria Nikolajevna.
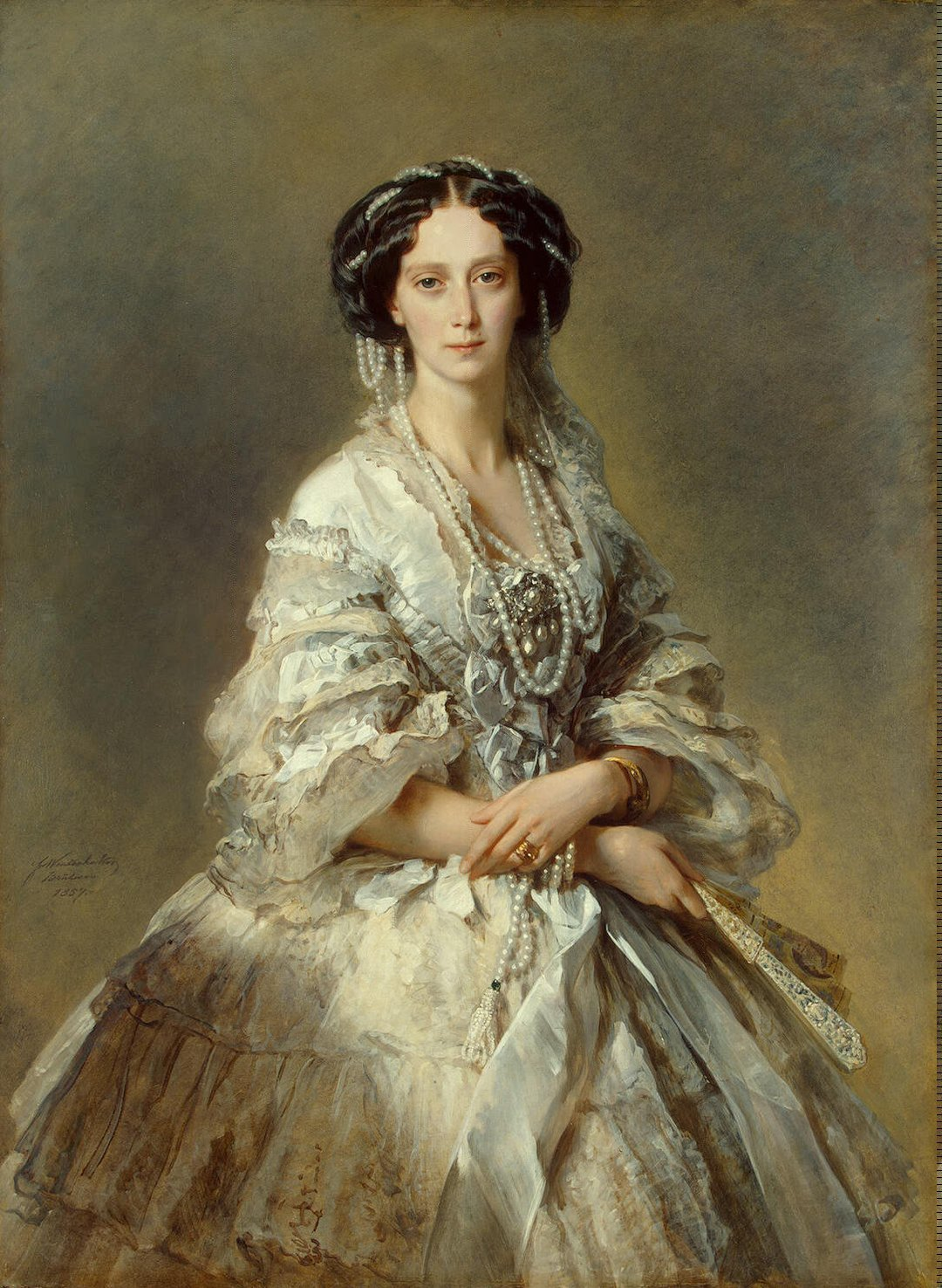
De vrouw van Alexander II, Marie Alexandrovna - prinses Marie van Hessen-Darmstadt, jongste dochter van Lodewijk II van Hessen-Darmstadt.
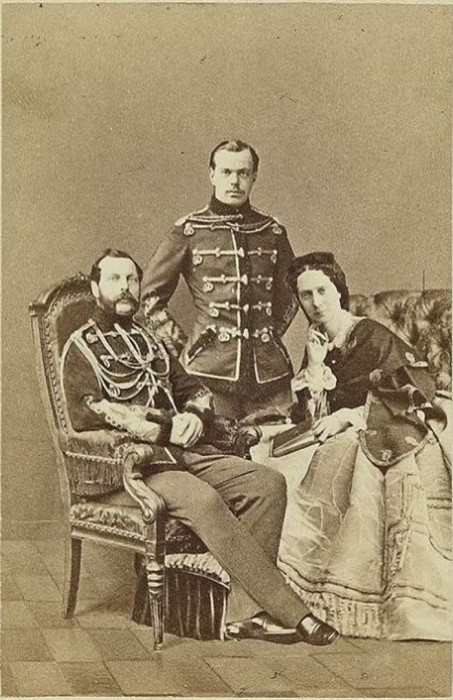
Alexander II met zijn tweede zoon, tsarevitsj Alexander, en zijn vrouw tsarina Marie Alexandrovna.
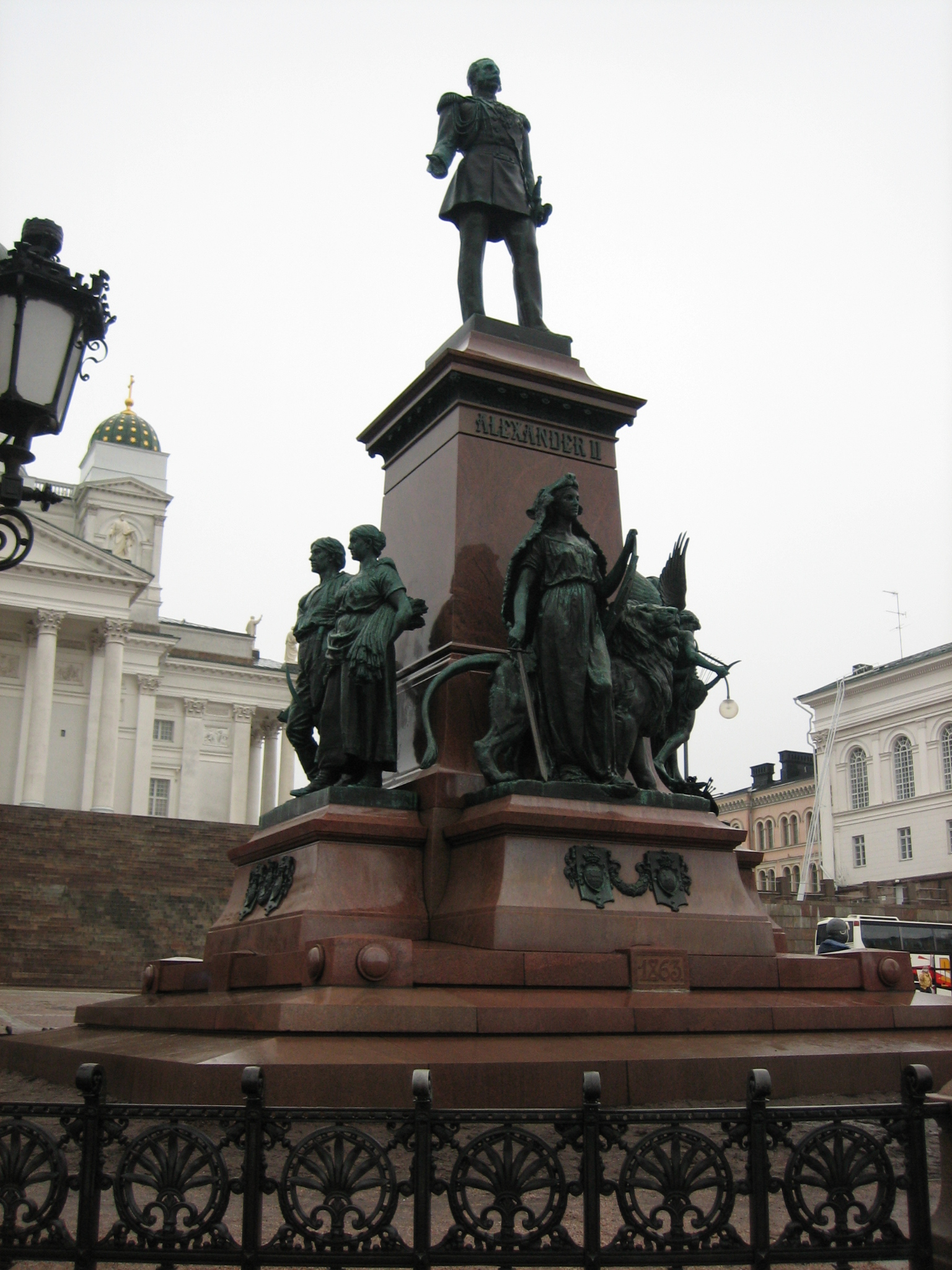
Het standbeeld van tsaar Alexander II in Helsinki. Op de achtergrond zie je de Domkerk van Helsinki.

### Kwartierstaat
| Peter III van Rusland (1728–1762)    | Peter III van Rusland (1728–1762)    | Peter III van Rusland (1728–1762)    | Peter III van Rusland (1728–1762)    | Peter III van Rusland (1728–1762)    | Peter III van Rusland (1728–1762)    | Catharina II van Rusland (1729–1796) | Catharina II van Rusland (1729–1796) | Catharina II van Rusland (1729–1796)      | Catharina II van Rusland (1729–1796)      | Catharina II van Rusland (1729–1796)      | Catharina II van Rusland (1729–1796)      |                                           |                                           | Frederik Eugenius van Württemberg (1732-1797) | Frederik Eugenius van Württemberg (1732-1797) | Frederik Eugenius van Württemberg (1732-1797)              | Frederik Eugenius van Württemberg (1732-1797)              | Frederik Eugenius van Württemberg (1732-1797)              | Frederik Eugenius van Württemberg (1732-1797)              | Frederika Dorothea Sophia van Brandenburg-Schwedt (1736-1798) | Frederika Dorothea Sophia van Brandenburg-Schwedt (1736-1798) | Frederika Dorothea Sophia van Brandenburg-Schwedt (1736-1798) | Frederika Dorothea Sophia van Brandenburg-Schwedt (1736-1798) | Frederika Dorothea Sophia van Brandenburg-Schwedt (1736-1798) | Frederika Dorothea Sophia van Brandenburg-Schwedt (1736-1798) |                                                   |                                                   | Frederik Willem II van Pruisen (1744-1797)        | Frederik Willem II van Pruisen (1744-1797)        | Frederik Willem II van Pruisen (1744-1797) | Frederik Willem II van Pruisen (1744-1797) | Frederik Willem II van Pruisen (1744-1797)     | Frederik Willem II van Pruisen (1744-1797)     | Frederika van Hessen-Darmstadt (1751-1805)     | Frederika van Hessen-Darmstadt (1751-1805)     | Frederika van Hessen-Darmstadt (1751-1805)     | Frederika van Hessen-Darmstadt (1751-1805)     | Frederika van Hessen-Darmstadt (1751-1805) | Frederika van Hessen-Darmstadt (1751-1805) |                                               |                                               | Karel II van Mecklenburg-Strelitz (1741-1816) | Karel II van Mecklenburg-Strelitz (1741-1816) | Karel II van Mecklenburg-Strelitz (1741-1816) | Karel II van Mecklenburg-Strelitz (1741-1816) | Karel II van Mecklenburg-Strelitz (1741-1816) | Karel II van Mecklenburg-Strelitz (1741-1816) | Frederika Caroline Louise van Hessen-Darmstadt (1752–1782) | Frederika Caroline Louise van Hessen-Darmstadt (1752–1782) | Frederika Caroline Louise van Hessen-Darmstadt (1752–1782) | Frederika Caroline Louise van Hessen-Darmstadt (1752–1782) | Frederika Caroline Louise van Hessen-Darmstadt (1752–1782) | Frederika Caroline Louise van Hessen-Darmstadt (1752–1782) |  |  |  |  |  |  |  |  |  |  |  |  |  |  |  |  |  |  |  |  |  |  |  |  |  |  |  |  |  |  |  |  |  |  |  |  |  |  |  |  |  |  |  |  |  |  |  |  |
| Peter III van Rusland (1728–1762)    | Peter III van Rusland (1728–1762)    | Peter III van Rusland (1728–1762)    | Peter III van Rusland (1728–1762)    | Peter III van Rusland (1728–1762)    | Peter III van Rusland (1728–1762)    | Catharina II van Rusland (1729–1796) | Catharina II van Rusland (1729–1796) | Catharina II van Rusland (1729–1796)      | Catharina II van Rusland (1729–1796)      | Catharina II van Rusland (1729–1796)      | Catharina II van Rusland (1729–1796)      |                                           |                                           | Frederik Eugenius van Württemberg (1732-1797) | Frederik Eugenius van Württemberg (1732-1797) | Frederik Eugenius van Württemberg (1732-1797)              | Frederik Eugenius van Württemberg (1732-1797)              | Frederik Eugenius van Württemberg (1732-1797)              | Frederik Eugenius van Württemberg (1732-1797)              | Frederika Dorothea Sophia van Brandenburg-Schwedt (1736-1798) | Frederika Dorothea Sophia van Brandenburg-Schwedt (1736-1798) | Frederika Dorothea Sophia van Brandenburg-Schwedt (1736-1798) | Frederika Dorothea Sophia van Brandenburg-Schwedt (1736-1798) | Frederika Dorothea Sophia van Brandenburg-Schwedt (1736-1798) | Frederika Dorothea Sophia van Brandenburg-Schwedt (1736-1798) |                                                   |                                                   | Frederik Willem II van Pruisen (1744-1797)        | Frederik Willem II van Pruisen (1744-1797)        | Frederik Willem II van Pruisen (1744-1797) | Frederik Willem II van Pruisen (1744-1797) | Frederik Willem II van Pruisen (1744-1797)     | Frederik Willem II van Pruisen (1744-1797)     | Frederika van Hessen-Darmstadt (1751-1805)     | Frederika van Hessen-Darmstadt (1751-1805)     | Frederika van Hessen-Darmstadt (1751-1805)     | Frederika van Hessen-Darmstadt (1751-1805)     | Frederika van Hessen-Darmstadt (1751-1805) | Frederika van Hessen-Darmstadt (1751-1805) |                                               |                                               | Karel II van Mecklenburg-Strelitz (1741-1816) | Karel II van Mecklenburg-Strelitz (1741-1816) | Karel II van Mecklenburg-Strelitz (1741-1816) | Karel II van Mecklenburg-Strelitz (1741-1816) | Karel II van Mecklenburg-Strelitz (1741-1816) | Karel II van Mecklenburg-Strelitz (1741-1816) | Frederika Caroline Louise van Hessen-Darmstadt (1752–1782) | Frederika Caroline Louise van Hessen-Darmstadt (1752–1782) | Frederika Caroline Louise van Hessen-Darmstadt (1752–1782) | Frederika Caroline Louise van Hessen-Darmstadt (1752–1782) | Frederika Caroline Louise van Hessen-Darmstadt (1752–1782) | Frederika Caroline Louise van Hessen-Darmstadt (1752–1782) |  |  |  |  |  |  |  |  |  |  |  |  |  |  |  |  |  |  |  |  |  |  |  |  |  |  |  |  |  |  |  |  |  |  |  |  |  |  |  |  |  |  |  |  |  |  |  |  |
|                                      |                                      |                                      |                                      |                                      |                                      |                                      |                                      |                                           |                                           |                                           |                                           |                                           |                                           |                                               |                                               |                                                            |                                                            |                                                            |                                                            |                                                               |                                                               |                                                               |                                                               |                                                               |                                                               |                                                   |                                                   |                                                   |                                                   |                                            |                                            |                                                |                                                |                                                |                                                |                                                |                                                |                                            |                                            |                                               |                                               |                                               |                                               |                                               |                                               |                                               |                                               |                                                            |                                                            |                                                            |                                                            |                                                            |                                                            |  |  |  |  |  |  |  |  |  |  |  |  |  |  |  |  |  |  |  |  |  |  |  |  |  |  |  |  |  |  |  |  |  |  |  |  |  |  |  |  |  |  |  |  |  |  |  |  |
|                                      |                                      |                                      |                                      | Paul I van Rusland (1754-1801)       | Paul I van Rusland (1754-1801)       | Paul I van Rusland (1754-1801)       | Paul I van Rusland (1754-1801)       | Paul I van Rusland (1754-1801)            | Paul I van Rusland (1754-1801)            |                                           |                                           |                                           |                                           |                                               |                                               | Sophia Dorothea Augusta Louisa van Württemberg (1759-1828) | Sophia Dorothea Augusta Louisa van Württemberg (1759-1828) | Sophia Dorothea Augusta Louisa van Württemberg (1759-1828) | Sophia Dorothea Augusta Louisa van Württemberg (1759-1828) | Sophia Dorothea Augusta Louisa van Württemberg (1759-1828)    | Sophia Dorothea Augusta Louisa van Württemberg (1759-1828)    |                                                               |                                                               |                                                               |                                                               |                                                   |                                                   |                                                   |                                                   |                                            |                                            | Frederik Willem III van Pruisen (1770-1840)    | Frederik Willem III van Pruisen (1770-1840)    | Frederik Willem III van Pruisen (1770-1840)    | Frederik Willem III van Pruisen (1770-1840)    | Frederik Willem III van Pruisen (1770-1840)    | Frederik Willem III van Pruisen (1770-1840)    |                                            |                                            |                                               |                                               |                                               |                                               | Louise van Mecklenburg-Strelitz (1776-1810)   | Louise van Mecklenburg-Strelitz (1776-1810)   | Louise van Mecklenburg-Strelitz (1776-1810)   | Louise van Mecklenburg-Strelitz (1776-1810)   | Louise van Mecklenburg-Strelitz (1776-1810)                | Louise van Mecklenburg-Strelitz (1776-1810)                |                                                            |                                                            |                                                            |                                                            |  |  |  |  |  |  |  |  |  |  |  |  |  |  |  |  |  |  |  |  |  |  |  |  |  |  |  |  |  |  |  |  |  |  |  |  |  |  |  |  |  |  |  |  |  |  |  |  |
|                                      |                                      |                                      |                                      | Paul I van Rusland (1754-1801)       | Paul I van Rusland (1754-1801)       | Paul I van Rusland (1754-1801)       | Paul I van Rusland (1754-1801)       | Paul I van Rusland (1754-1801)            | Paul I van Rusland (1754-1801)            |                                           |                                           |                                           |                                           |                                               |                                               | Sophia Dorothea Augusta Louisa van Württemberg (1759-1828) | Sophia Dorothea Augusta Louisa van Württemberg (1759-1828) | Sophia Dorothea Augusta Louisa van Württemberg (1759-1828) | Sophia Dorothea Augusta Louisa van Württemberg (1759-1828) | Sophia Dorothea Augusta Louisa van Württemberg (1759-1828)    | Sophia Dorothea Augusta Louisa van Württemberg (1759-1828)    |                                                               |                                                               |                                                               |                                                               |                                                   |                                                   |                                                   |                                                   |                                            |                                            | Frederik Willem III van Pruisen (1770-1840)    | Frederik Willem III van Pruisen (1770-1840)    | Frederik Willem III van Pruisen (1770-1840)    | Frederik Willem III van Pruisen (1770-1840)    | Frederik Willem III van Pruisen (1770-1840)    | Frederik Willem III van Pruisen (1770-1840)    |                                            |                                            |                                               |                                               |                                               |                                               | Louise van Mecklenburg-Strelitz (1776-1810)   | Louise van Mecklenburg-Strelitz (1776-1810)   | Louise van Mecklenburg-Strelitz (1776-1810)   | Louise van Mecklenburg-Strelitz (1776-1810)   | Louise van Mecklenburg-Strelitz (1776-1810)                | Louise van Mecklenburg-Strelitz (1776-1810)                |                                                            |                                                            |                                                            |                                                            |  |  |  |  |  |  |  |  |  |  |  |  |  |  |  |  |  |  |  |  |  |  |  |  |  |  |  |  |  |  |  |  |  |  |  |  |  |  |  |  |  |  |  |  |  |  |  |  |
|                                      |                                      |                                      |                                      |                                      |                                      |                                      |                                      |                                           |                                           | Nicolaas I van Rusland (1796–1855)        | Nicolaas I van Rusland (1796–1855)        | Nicolaas I van Rusland (1796–1855)        | Nicolaas I van Rusland (1796–1855)        | Nicolaas I van Rusland (1796–1855)            | Nicolaas I van Rusland (1796–1855)            |                                                            |                                                            |                                                            |                                                            |                                                               |                                                               |                                                               |                                                               |                                                               |                                                               |                                                   |                                                   |                                                   |                                                   |                                            |                                            |                                                |                                                |                                                |                                                |                                                |                                                | Charlotte van Pruisen (1798-1860)          | Charlotte van Pruisen (1798-1860)          | Charlotte van Pruisen (1798-1860)             | Charlotte van Pruisen (1798-1860)             | Charlotte van Pruisen (1798-1860)             | Charlotte van Pruisen (1798-1860)             |                                               |                                               |                                               |                                               |                                                            |                                                            |                                                            |                                                            |                                                            |                                                            |  |  |  |  |  |  |  |  |  |  |  |  |  |  |  |  |  |  |  |  |  |  |  |  |  |  |  |  |  |  |  |  |  |  |  |  |  |  |  |  |  |  |  |  |  |  |  |  |
|                                      |                                      |                                      |                                      |                                      |                                      |                                      |                                      |                                           |                                           | Nicolaas I van Rusland (1796–1855)        | Nicolaas I van Rusland (1796–1855)        | Nicolaas I van Rusland (1796–1855)        | Nicolaas I van Rusland (1796–1855)        | Nicolaas I van Rusland (1796–1855)            | Nicolaas I van Rusland (1796–1855)            |                                                            |                                                            |                                                            |                                                            |                                                               |                                                               |                                                               |                                                               |                                                               |                                                               |                                                   |                                                   |                                                   |                                                   |                                            |                                            |                                                |                                                |                                                |                                                |                                                |                                                | Charlotte van Pruisen (1798-1860)          | Charlotte van Pruisen (1798-1860)          | Charlotte van Pruisen (1798-1860)             | Charlotte van Pruisen (1798-1860)             | Charlotte van Pruisen (1798-1860)             | Charlotte van Pruisen (1798-1860)             |                                               |                                               |                                               |                                               |                                                            |                                                            |                                                            |                                                            |                                                            |                                                            |  |  |  |  |  |  |  |  |  |  |  |  |  |  |  |  |  |  |  |  |  |  |  |  |  |  |  |  |  |  |  |  |  |  |  |  |  |  |  |  |  |  |  |  |  |  |  |  |
|                                      |                                      |                                      |                                      |                                      |                                      |                                      |                                      |                                           |                                           |                                           |                                           |                                           |                                           |                                               |                                               |                                                            |                                                            |                                                            |                                                            |                                                               |                                                               |                                                               |                                                               |                                                               |                                                               |                                                   |                                                   |                                                   |                                                   |                                            |                                            |                                                |                                                |                                                |                                                |                                                |                                                |                                            |                                            |                                               |                                               |                                               |                                               |                                               |                                               |                                               |                                               |                                                            |                                                            |                                                            |                                                            |                                                            |                                                            |  |  |  |  |  |  |  |  |  |  |  |  |  |  |  |  |  |  |  |  |  |  |  |  |  |  |  |  |  |  |  |  |  |  |  |  |  |  |  |  |  |  |  |  |  |  |  |  |
|                                      |                                      |                                      |                                      |                                      |                                      |                                      |                                      |                                           |                                           |                                           |                                           |                                           |                                           |                                               |                                               |                                                            |                                                            |                                                            |                                                            |                                                               |                                                               |                                                               |                                                               |                                                               |                                                               |                                                   |                                                   |                                                   |                                                   |                                            |                                            |                                                |                                                |                                                |                                                |                                                |                                                |                                            |                                            |                                               |                                               |                                               |                                               |                                               |                                               |                                               |                                               |                                                            |                                                            |                                                            |                                                            |                                                            |                                                            |  |  |  |  |  |  |  |  |  |  |  |  |  |  |  |  |  |  |  |  |  |  |  |  |  |  |  |  |  |  |  |  |  |  |  |  |  |  |  |  |  |  |  |  |  |  |  |  |
| Alexander II van Rusland (1818–1881) | Alexander II van Rusland (1818–1881) | Alexander II van Rusland (1818–1881) | Alexander II van Rusland (1818–1881) | Alexander II van Rusland (1818–1881) | Alexander II van Rusland (1818–1881) |                                      |                                      | Maria Nikolajevna van Rusland (1819-1876) | Maria Nikolajevna van Rusland (1819-1876) | Maria Nikolajevna van Rusland (1819-1876) | Maria Nikolajevna van Rusland (1819-1876) | Maria Nikolajevna van Rusland (1819-1876) | Maria Nikolajevna van Rusland (1819-1876) |                                               |                                               | Olga Nikolajevna van Rusland (1822-1892)                   | Olga Nikolajevna van Rusland (1822-1892)                   | Olga Nikolajevna van Rusland (1822-1892)                   | Olga Nikolajevna van Rusland (1822-1892)                   | Olga Nikolajevna van Rusland (1822-1892)                      | Olga Nikolajevna van Rusland (1822-1892)                      |                                                               |                                                               | Constantijn Nikolajevitsj van Rusland (1827-1892)             | Constantijn Nikolajevitsj van Rusland (1827-1892)             | Constantijn Nikolajevitsj van Rusland (1827-1892) | Constantijn Nikolajevitsj van Rusland (1827-1892) | Constantijn Nikolajevitsj van Rusland (1827-1892) | Constantijn Nikolajevitsj van Rusland (1827-1892) |                                            |                                            | Nicolaas Nikolajevitsj van Rusland (1831–1891) | Nicolaas Nikolajevitsj van Rusland (1831–1891) | Nicolaas Nikolajevitsj van Rusland (1831–1891) | Nicolaas Nikolajevitsj van Rusland (1831–1891) | Nicolaas Nikolajevitsj van Rusland (1831–1891) | Nicolaas Nikolajevitsj van Rusland (1831–1891) |                                            |                                            | Michaël Nikolajevitsj van Rusland (1832-1909) | Michaël Nikolajevitsj van Rusland (1832-1909) | Michaël Nikolajevitsj van Rusland (1832-1909) | Michaël Nikolajevitsj van Rusland (1832-1909) | Michaël Nikolajevitsj van Rusland (1832-1909) | Michaël Nikolajevitsj van Rusland (1832-1909) |                                               |                                               | 2 zusters                                                  | 2 zusters                                                  | 2 zusters                                                  | 2 zusters                                                  | 2 zusters                                                  | 2 zusters                                                  |  |  |  |  |  |  |  |  |  |  |  |  |  |  |  |  |  |  |  |  |  |  |  |  |  |  |  |  |  |  |  |  |  |  |  |  |  |  |  |  |  |  |  |  |  |  |  |  |